# Legitymizacja władzy
Legitymizacja władzy, również prawomocność władzy (dosł.: upoważnienie do działania) – 1. uprawnienie rządzących do podejmowania wiążących decyzji, przy równoczesnej aprobacie rządzonych; 2. wysiłki podejmowane w celu wywołania i utrzymania opinii, że istniejące instytucje polityczne są najbardziej odpowiednie i właściwe dla społeczeństwa (Seymour Martin Lipset).
Udzielenie legitymizacji opiera się na kryterium dobrowolności, a więc wyklucza przemoc i strach jako źródło podporządkowania. W państwach demokratycznych najbardziej rozpowszechnioną formą legitymacji władzy są wolne wybory, co łączy się z przekonaniem, że źródłem władzy jest naród. W systemach niedemokratycznych czynnikiem legitymizującym władzę jest ideologia.
Istnienie legitymizacji zmniejsza szanse napięć i destabilizacji państwa. Przeciwieństwem legitymizacji jest delegitymizacja systemu politycznego.

## Legitymizacja u Maxa Webera
Pojęcie legitymizacji władzy zostało rozpowszechnione przez Maxa Webera, który wyróżnił 3 jej źródła (w politologii określa się je mianem typologii władzy i panowania):
1. Legitymizacja władzy legalna – oparta na przeświadczeniu, że posłuszeństwo wynika z samego faktu istnienia prawa stanowionego. Pozycja przywódcy jest ściśle regulowana prawnie, funkcjonuje tu układ podwładni-przełożeni na równych prawach.
2. Legitymizacja władzy tradycyjna – wynika z mocy panujących zwyczajów (precedensów i nawyków) oraz potęgi panujących. Kształtuje ją tradycja uważana za świętość. Naruszenie jej przez panującego uprawnia poddanych do buntu wobec władcy. Ta forma najczęściej pojawiała się w monarchii feudalnej, np. u Karolingów we Francji, Piastów w Polsce i Rurykowiczów w Rusi Kijowskiej.
3. Legitymizacja władzy charyzmatyczna – wypływa z emocjonalnego stosunku do przywódcy, uznania jego wyjątkowego charakteru i niezwykłych talentów – charyzmy. Do tego typu przywódców należeli m.in. Napoleon Bonaparte, Charles de Gaulle, Józef Piłsudski, Józef Stalin, Adolf Hitler. Niektóre cechy przywódców charyzmatycznych mieli także: Ruhollah Chomeini, Saddam Husajn, Nelson Mandela i Lech Wałęsa[potrzebny przypis].

## Legitymizacja według Davida Eastona
David Easton przedstawia bardziej empiryczne kryteria legitymizacji władzy:
1. Legitymizacja władzy ideologiczna – opiera się na akceptacji głównych zasad organizacji społeczeństwa: panującym systemie wartości oraz ogólnie przyjętych sposobach interpretacji przyszłości.
2. Legitymizacja władzy strukturalna – to akceptacja norm reżimu politycznego wynikająca z przekonania o ich prawowitym i legalnym charakterze oraz wszystkich wynikających z nich norm prawnych oraz instytucji.
3. Legitymizacja władzy personalna – wynika z szacunku dla osób sprawujących władzę.

Te trzy formy legitymizacji nie wykluczają się. Spójność tych elementów zapewnia stabilność systemu politycznego.

## Legitymizacja według Davida Beethama
David Beetham wyróżnia z pojęcia legitymizacji władzy trzy elementy:
1. Reguły – normy prawne i obyczajowe panujące w grupie społecznej. Ich zachowanie przy zdobywaniu i sprawowaniu władzy zapewnia jej legalność.
2. Przekonania – minimum wspólnych przekonań grup rządzących i rządzonych. Jeśli władza oparta na regułach znajduje oparcie również na poziomie przekonań, wtedy nadal jest legalna.
3. Zachowania – czyli czynne przyzwolenie ze strony grup podporządkowanych na bycie rządzonymi. Wyraża się to np. w udziale w wolnych wyborach, referendach, publicznych deklaracjach poparcia. Na tym poziomie istnieje pewność, że grupy podporządkowane identyfikują się z rządzącymi.